# Veeraganur
Veeraganur (o Viraganur) è una suddivisione dell'India, classificata come town panchayat, di 10.534 abitanti, situata nel distretto di Salem, nello stato federato del Tamil Nadu. In base al numero di abitanti la città rientra nella classe IV (da 10.000 a 19.999 persone).

## Geografia fisica
La città è situata a 11° 28' 60 N e 78° 43' 60 E e ha un'altitudine di 160 m s.l.m..

## Società

### Evoluzione demografica
Al censimento del 2001 la popolazione di Veeraganur assommava a 10.534 persone, delle quali 5.355 maschi e 5.179 femmine. I bambini di età inferiore o uguale ai sei anni assommavano a 1.189, dei quali 628 maschi e 561 femmine. Infine, coloro che erano in grado di saper almeno leggere e scrivere erano 6.228, dei quali 3.654 maschi e 2.574 femmine.